# الدروازة (مسلسل)
مسلسل الدروازة هو مسلسل تاريخي كويتي يتحدث عن أزمة حصلت في الكويت سنة 1831م والمعروفة بسنة الطاعون، عرض المسلسل في سنة 13 سبتمبر 2007م.

## الشخصيات
• النوخذة (سعد الفرج)
• أم منصور (مريم الصالح)
• منصور (عبد المحسن النمر)
• موضي (إيمان القصيبي)
• ناصر (مشعل الجاسر)
• سارة (شهد الياسين)
• فهد (حميد البلوشي)
• سليمان (نواف القريشي)

## القصة
الحلقة الأولى
يحاول النوخذة أبو أحمد إقناع ابنه ناصر بالزواج ويطلب الأخير تأجيل الفكرة، في حين يطلب أبو منصور من ابنه مساعدته في حراسة المدينة وترك الصيد في البحر.
الحلقة الثانية
تقترح موضي على زوجها سالم بزواج شقيقته سارة من أبو سعد، ويرفض في بدء الأمر لفارق السن الكبير بينهما، ولكنه يحاول إقناع شقيقه ببيع المنزل وزواج اخته والاستيلاء على الأموال، ويخبر النوخذة الحاج محمد بظهور مرض غريب.
الحلقة الثالثة
يرفض أبو سليمان زواج ابنته سارة من أبو سعد، ويطلب منه ابنيه بيع المنزل ولكنه يرفض أيضًا، ويستاء النوخذة من اعتراض الرجال على العمل بالبحر بعد تفشي مرض غريب في المنطقة، ويخبر صقر خاله ببيع كل بضاعته وتحقيق مكسب جيد، ويطلب سلطان من أبو منصور إبعاد ابنه عن حصة.
الحلقة الرابعة
يطلب أبو منصور من ابنه الابتعاد عن شقيقة سلطان، ويطلب أبو سليمان من النوخذة أن يجد مشتري لمنزله، وهكذا زوج لابنته سارة، ويعجب بها ناصر ويطلب من والده التقدم للزواج، ويطلب النوخذة من سلطان الموافقة على زواج منصور من حصة.
الحلقة الخامسة
يخبر أبو منصور ابنه بضرورة اتخاذ الاحترازات حول دخول أي شخص غريب إلى البلدة بعد تفشي مرض غريب في النواحي المختلفة، ويتزوج ناصر وسارة، وبيبع أبو سليمان المنزل.
الحلقة السادسة
يتقاسم أولاد أبو سليمان نصيبهم في بيع المنزل، ويشتري كلا منهم منزل منفرد وتقترح موضي على زوجها سالم العمل بالتجارة، ويكتشف راشد أن صقر يبيع البضاعة. وعندما يعلم صاحب العمل بإهمال سالم لوالده يطرده.
الحلقة السابعة
يتشاجر ناصر ومنصور مع بعض الأشخاص ويصاب منصور ويعيده ناصر إلى المنزل، ويتوفى والد سالم ويوصيه قبل وفاته برعاية شقيقته سارة، وينطلق راشد للبحث عن صقر.
الحلقة الثامنة
يقرر النوخذة اعتزال العمل في البحر، ويخبر سالم سارة بسفره خارج البلدة للتجارة، ويطلب ناصر من شقيقه أحمد العمل في البحر بدلًا منه، ويتفق النمر وصقر على سرقة المحال وقت خروج الرجال للبحر.
الحلقة التاسعة
يحذر النوخذة أبو نورة بوجود مرض خطير في الديرة، ويهرب الصقر والنمر خارج البلدة بعد سرقتهم للمحال والمنازل.
الحلقة العاشرة
يكتشف راشد أن ابن شقيقه يسرق المحال والناس أيضًا، ويأمر سلطان بشراء كل شيء من السوق حتى السلاح، ويحاول أحمد إنقاذ شخص توفى لاحقًا في السوق فيمنعه والده خوفًا من انتقال أي مرض له.
الحلقة الحادية عشر
يُغلق باب المدينة حتى لا يتفشى المرض، ويأمر النوخذة أهل داره بعدم الخروج من المنزل نهائيًا، ويبدأ الأهالي في الرحيل من البلدة ومن ضمنهم سلطان وعائلته، ويمنع أحمد زوجته نورة من زيارة أهلها خوفًا من العدوى.
الحلقة الثانية عشر
يطلب سلطان من راشد مساعدته في شراء منزل، وتخبر نورة سارة بالخروج لأهلها في الليل، ويفكر سليمان في سرقة الموتى وذلك بعد أن فقد مع العديد من الناس أرزاقهم.
الحلقة الثالثة عشر
يصاب سليمان بالطاعون وترفض أم نورة إدخاله إلى المنزل، ولكنه يخدعها ويدخل المنزل وينقل العدوى لها عن عمد، ويتوفى، وينصح راشد سلطان بالبحث عن منزل في منطقة البدو.
الحلقة الرابعة عشر
تلوم نورة على الجميع لعدم سماحهم لها بزيارة أهلها ومساعدتهم خوفًا من الطاعون، وتتوفى طيبة، ويفكر أبو راضي في إعطاء داره لسلطان، وتضطر أم نورة للجلوس في غرفة مفردة بعد أن ظهرت عليها العدوى.
الحلقة الخامسة عشر
يستلم سلطان منزله الجديد من أبو راضي، وتتوفى أم نورة، وإذا بمنصور ووالده يسمعون لأصوات أشخاص يحاولوا دخول البلدة فيترصدون لهم.
الحلقة السادسة عشر
يفشل صقر ومعاونيه في دخول البلدة لسرقتها أول مرة ولكنهم يعاودون فينجحوا، ويتفق منصور مع والده على استبدال أماكن الحراسة، وتطلب نورة من النوخذة الخروج للاطمئنان على أهلها ولكنه يرفض فتحاول أن تهرب بابنها ولكن النوخذة يمسكها.
الحلقة السابعة عشر
يبدأ صقر وشركاه في سرقة الموتى ومنازلهم، ويقرر سلطان الرحيل إلى أهله، وتتوفى شقيقتي نورة الصغيرتين من العدوى، ويوافق النوخذة على زيارة نورة لأهلها بشرط عدم عودتها إلى المنزل مرة أخرى طوال فترة العدوى.
الحلقة الثامنة عشر
تصل نورة إلى منزل أهلها وتكتشف وفاتهم وتدفن والدها بعد وفاته أيضًا، ويعود سالم إلى البلدة ليبحث عن شقيقته سارة ويطمئنه منصور.
الحلقة التاسعة عشر
يقتل شقيق فهد أحد الأشخاص أثناء سرقته، ويهدد سلطان سالم بالابتعاد عن موضي ويطلب منه طلاقها.
الحلقة العشرون
تطمئن أم منصور سارة لوجود خزين من التمر يكفي لفترة طويلة، ويحاول صقر وشركاه سرقة أم منصور ولكنها بفطنة تستطيع إبعادهم عنها.
الحلقة الحادية والعشرون
يخبر سالم الناس باستغلال سلطان لهم وبيعه للطعام وهم في أمس الحاجة إليه، ويقرر فهد وصقر تقييد شقيق فهد بالحبال حتى لا يقتل أي شخص مرة أخرى.
الحلقة الثانية والعشرون
يودع منصور والده ويقرر السفر إلى بلدة الشويخ حتى يرى حصة، وهناك يقابل علي الذي يخفي عليه وجود سلطان وعمله معه.
الحلقة الثالثة والعشرون
يطلب سلطان من علي قتل سالم، وينطلق منصور لمقابلة راشد وأبو راضي ويطلب منهما ألا يبيعا لسلطان وعلي أية بضاعة.
الحلقة الرابعة والعشرون
يعود منصور إلى البلدة ويخبر والده بما وقع واستغلال سلطان لحاجة الناس، ويقرر صقر فك قيد شقيق فهد حتى يأتي بطعام لهم، ويقتل علي سالم.
الحلقة الخامسة والعشرون
تقرر موضي قتل شقيقها سلطان بعد قتله زوجها سالم، ولكن تفاجئ أن سلطان طلب من خادمه النوم مكانه فقتلته.وعندما يحاول صقر سرقة منزل النوخذة مع شركاه يطلق النوخذة عليه النار ويرديه قتيلًا، ويصاب هو بجرح، ويهرب فهد ونمر ويقتل الأخير شقيقه لإصابته بالطاعون.
الحلقة السادسة والعشرون
يصاب أبو منصور بالطاعون، وتتوفى موضي، وتصاب حصة بهلوسة عقلية.
الحلقة السابعة والعشرون
يشتد المرض بأبو منصور، ويوصي ابنه بعدم الاقتراب منه بعد وفاته حتى لا تنتقل له العدوى، ويصاب النوخذة بنزيف ويخفي عن سارة الأمر.
الحلقة الثامنة والعشرون
يتوفى والد منصور ويدفنه، ويصاب أغلب البحارة على المركب بالمرض، ويقرر منصور بمعاونة الرجال دفن الجثث، وتتوفى أم منصور، ويعود ناصر إلى البلدة، ويتوفى النوخذة.
الحلقة التاسعة والعشرون
يدفن منصور أمه، وهكذا ناصر يدفن والده، ويبدأ الاثنان في تطهير البلدة من الجثث، ويقابل ناصر نورة ويطلب منها العودة إلى المنزل، ويهدد علي سلطان أن يخبر الجميع عنه وعما يفعله، ويترك ناصر البلدة ويرحل إلى الشويخ.
الحلقة الأخيرة
يقتل علي نفسه، ويواجه ناصر سلطان باستغلاله وسرقته للناس، ويتمكن منصور والرجال من تطهير البلدة وعودة الأهالي، وتحمل سارة، ويعين ناصر نوخذة خلفا لوالده وتعاد القصة كما كانت.